# White Lodge
White Lodge – zabytkowy gmach w Londynie, położony na terenie Richmond Park, w granicach administracyjnych London Borough of Richmond upon Thames. Dawna rezydencja królewska, obecnie należąca do Royal Ballet School. 

## Historia

### XVIII wiek
Budynek został wzniesiony w latach 1727-1730 na polecenie króla Jerzego II. Pierwotnie jego zasadniczą funkcją miało być goszczenie króla i jego świty w czasie polowań w Richmond Park, jednak szybko gmach stał się również ulubionym miejscem wypoczynku królowej Karoliny. W 1751 obiekt stał główną siedzibą najmłodszej córki Jerzego i Karoliny, księżniczki Amelii, która wiodła życie bezdzietnej panny. Amelia wywołała ogromne kontrowersje, uważając cały Richmond park za swoją prywatną własność i zamykając go dla osób postronnych. Ostatecznie decyzję tę uchylił sąd. W 1761 zarządzanie parkiem Richmond przejął od Amelii blisko związany z królem Jerzym III lord Bute, który zamieszkał w White Lodge i rezydował tam m.in. w latach 1762-1763, kiedy to pełnił urząd premiera Wielkiej Brytanii. Po śmierci Bute'a w 1792 rezydencja nie była konserwowana i jej stan systematycznie się pogarszał. 

### XIX wiek
W 1801 król Jerzy przekazał White Lodge w dożywotni użytek ówczesnemu premierowi Henry'emu Addingtonowi, od 1805 znanemu jako lord Sidmouth. Po jego śmierci w 1844 rezydencja wróciła pod zarząd królewski. Decyzją królowej Wiktorii została następnie przekazana jej ciotce, księżniczce Marii. Po śmierci Marii w 1857 rezydencja została wybrana przez małżonka Wiktorii, księcia Alberta, jako dogodna rezydencja dla małoletniego następcy tronu, księcia Edwarda, późniejszego króla Edwarda VII. Albert uważał, iż położona nieco na uboczu rezydencja będzie spokojnym miejscem, gdzie Edward, mający skłonności do hulaszczego trybu życia, będzie mógł poświęcić się nauce. 
Po wyjeździe Edwarda do Irlandii, gdzie kontynuował edukację, White Lodge zostało wybrane przez królową Wiktorię jako miejsce przeżywania żałoby po śmierci jej matki, księżnej Wiktorii. W 1869 Wiktoria, wówczas pogrążona już w głębokiej żałobie po śmierci męża, przekazała rezydencję w użytkowanie swej kuzynce, księżniczce Marii Adelajdzie i jej mężowi, księciu Franciszkowi. 

### XX wiek
Przez pierwsze ponad 20 lat XX wieku gmach pozostawał w rękach prywatnych, ale w 1923 wrócił do rodziny królewskiej i przez pierwsze dwa lata po ślubie był siedzibą książąt Yorku, rodziców królowej Elżbiety II: księcia Alberta (później panującego jako król Jerzy VI) oraz księżnej Elżbiety. Wkrótce jednak książęta uznali, że utrzymanie rezydencji jest zbyt drogie, a ponadto jej położenie w publicznym parku zanadto narusza ich prywatność. Przez kolejne trzydzieści lat rezydencja była wynajmowana przez Koronę prywatnym użytkownikom. W 1955 stała się szkołą baletową dla młodzieży w wieku 11-16 lat. Pełni tę funkcję do dziś, obecnie w strukturach Royal Ballet School (Królewskiej Szkoły Baletowej). 